# Grzegorz Gawlik
Grzegorz Gawlik (ur. 6 maja 1980 w Piekarach Śląskich, zginął w kwietniu 2023 na wulkanie Ontake w Japonii) – polski podróżnik, alpinista i zdobywca wulkanów, dziennikarz, fotograf, prawnik. Odbył podróże po około 100 krajach na 6 kontynentach. Organizator wypraw. Często wspinał się i podróżował samotnie.
7 kwietnia 2023 zaginął podczas wejścia na Ontake. 18 kwietnia przerwano jego poszukiwania, uznając, że nie ma szans, aby był żywy. 7 lipca 2023 grupa poszukiwawcza odnalazła ciało na południowo-wschodnim zboczu wierzchołka Otaki, w masywie wulkanu Ontake.

## Wulkany
Grzegorz Gawlik od 2006 roku realizował „Projekt 100 wulkanów”. Zgodnie z jego założeniami przynajmniej połowa to muszą być wulkany aktywne. Projekt odznacza się dużą skalą trudności, ma charakter wyczynowy, eksploracyjny oraz naukowy.
Projekt w 2016 roku przekroczył półmetek.
Pośród eksplorowanych wulkanów, niektórych kilkukrotnie, znajdują się m.in.: Ojos del Salado 6896m (od strony chilijskiej i argentyńskiej), Pissis 6800 m (trzy główne wierzchołki), Llullaillaco 6755 m, Sairecabur 6003 m, Kilimandżaro 5895 m (wraz z wejściem do krateru Kibo), Elbrus 5642 m, Demawend 5634 m, Pico de Orizaba 5629 m, Lascar 5633 m, Popocatepetl 5424 m, Ararat 5137 m, Meru 4566 m, Semeru 3676 m, Etna 3331 m, Kerinci 3805 m, Copahue 2962 m, Ol Doinyo Lengai 2954 m, Merapi 2930 m, Tambora 2850 m, Papandayan 2665 m, Khorgo ok. 2400 m, Hvannadalshnukur 2119 m, Soputan 1804 m, Eyjafjallajökull 1640 m, Bulusan 1565 m, Ok 1192 m, Terevaka 510 m i inne wulkany Wyspy Wielkanocnej, Anak Krakatau ok. 320 m. Superwulkany Toba, Yellowstone, Thera (Santorini).
Penetrował także wulkany: Pinatubo, Mayon i Taal, Toba i kalderę Tengger, St. Helens, Colima, Paricutin, Craters of the moon, Sangay, czy Reykjanes.
W ramach „Projektu 100 wulkanów” eksploracja ponad 100 innych miejsc wulkanicznych, wśród których znajdują się w szczególności: pola gejzerów i geotermalne, np. El Tatio (Chile), Sol de Mañana (Boliwia), Geysir, Kverkfjoll, Landmannalaugar (Islandia), czy pustynie wulkaniczne np. Puna de Atacama, Altiplano, na Islandii. Ponadto liczne jaskinie wulkaniczne, pola lawowe i wulkaniczne formacje skalne. 
Udało się dokonać licznych odkryć i ważnych ustaleń, na przykład w 2016 roku trzy nowe najwyżej położone jeziora na świecie (6415–6510 m) w masywie wulkanu Ojos del Salado. Zbadać najwyżej położone pole geotermalne na świecie (6460–6500m) w masywie wulkanu Ojos del Salado i ustalić, że najwyższym aktywnym wulkanem jest Llullaillaco. Ponadto wytyczyć nowe drogi wspinaczkowe, zaktualizować wysokości szczytów, dokonać pierwszych polskich i światowych wejść czy zejść do kraterów. W wyniku realizacji Projektu 100 wulkanów zgromadzono unikalną wiedzę i materiały fotograficzne. 
Jako pasjonat geologii kolekcjonował minerały. Kolekcja obejmowała ponad 1500 okazów, ponad 250 odmian skał i minerałów.

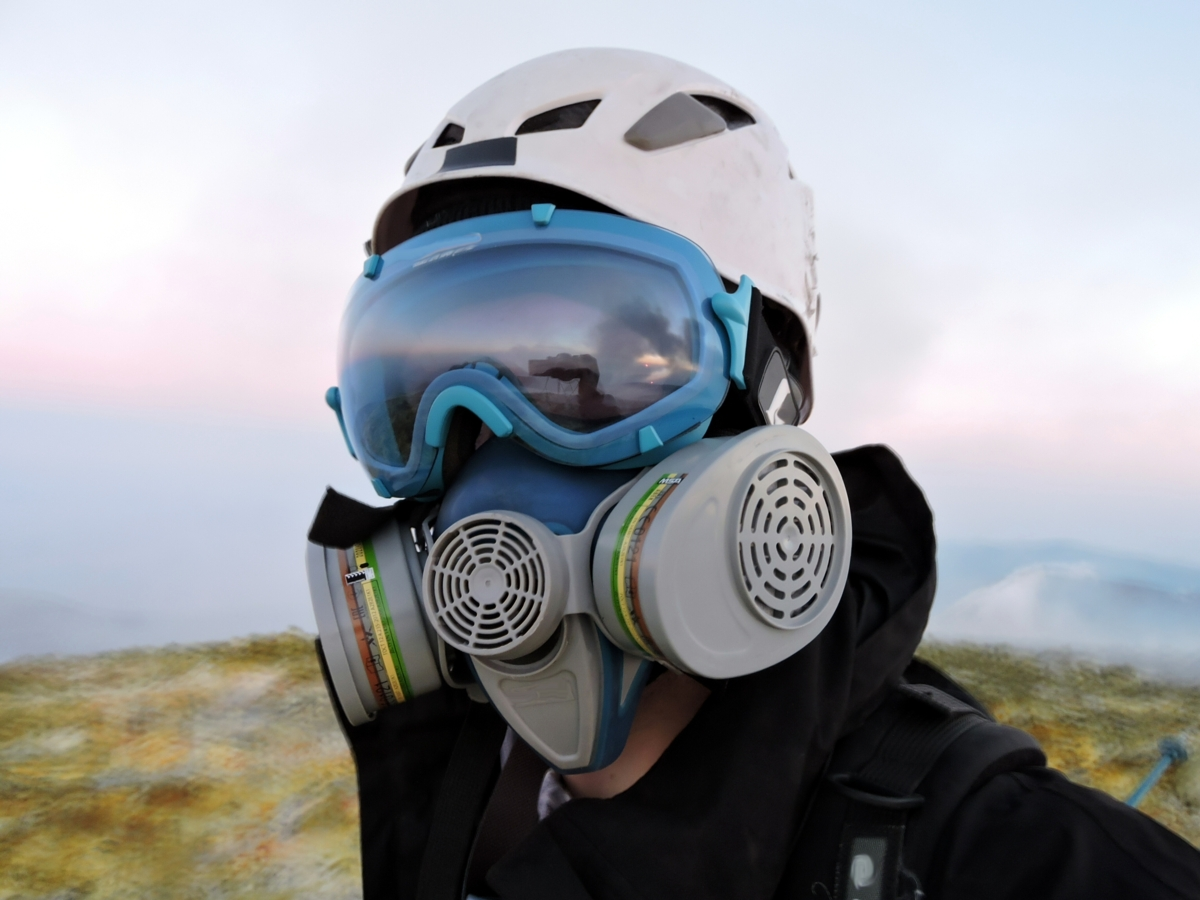
Grzegorz Gawlik w Centralnym Kraterze wulkanu Etna na Sycylii.

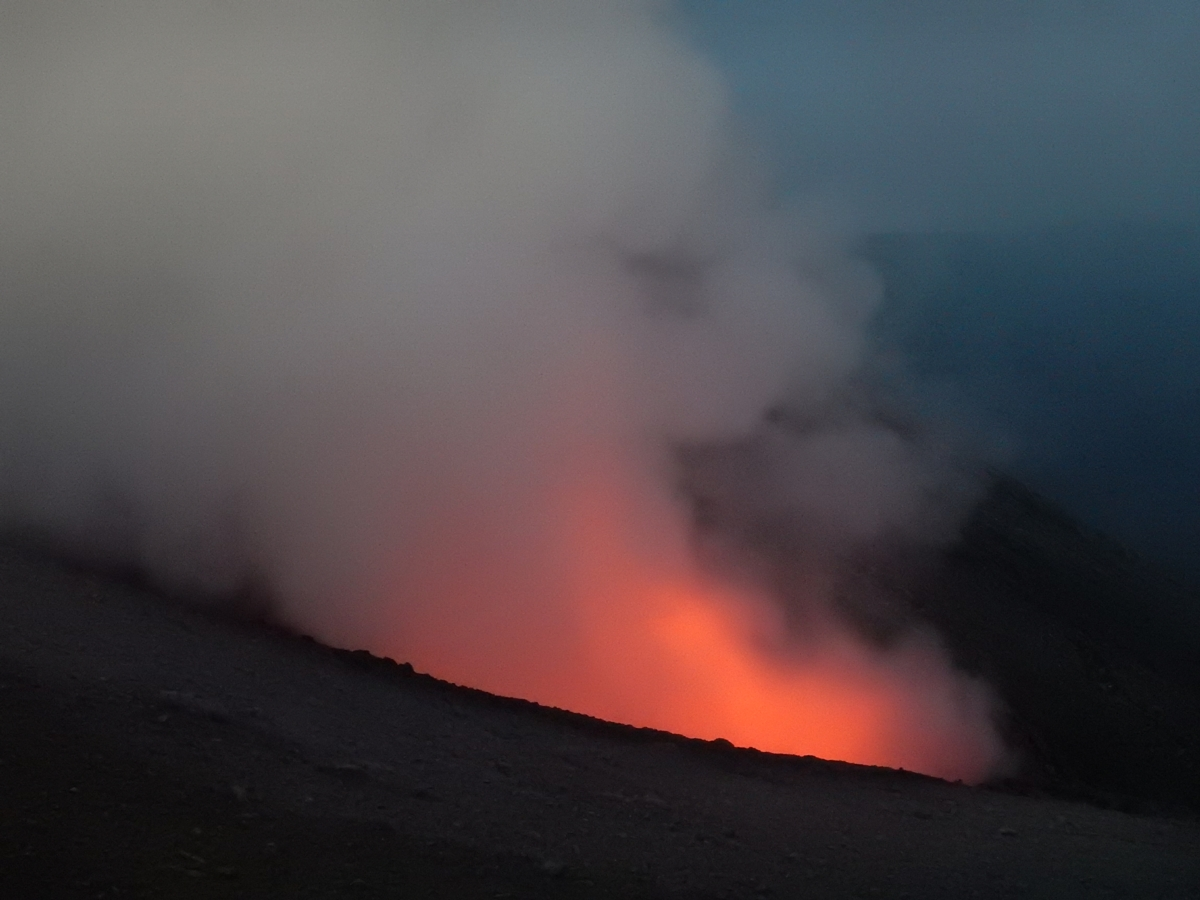
Jezioro lawy na zboczu Krateru Centralnego wulkanu Etna.

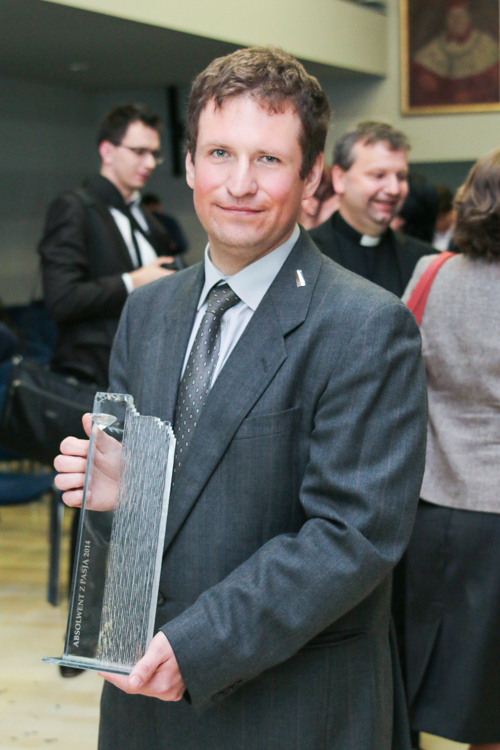
Grzegorz Gawlik „Absolwentem z Pasją” Uniwersytetu Śląskiego

Grzegorz Gawlik to Laureat nagrody im. Andrzeja Zawady przyznanej za dotychczasowe osiągnięcia i projekt „100 wulkanów”. Wręczenie nagrody odbyło się w Gdyni Arena w dniu 15 marca 2015 roku podczas 17-tych Ogólnopolskich Spotkań Podróżników, Żeglarzy i Alpinistów  (tzw. Kolosów)[11][12][13]. Nagrodę wręczyli: Anna Milewska (wdowa po Andrzeju Zawadzie) i Wojciech Szczurek (Prezydent Gdyni). Zwycięzca plebiscytu Uniwersytetu Śląskiego – Absolwent z Pasją. Otrzymał również Flagę Narodową od Prezydenta Rzeczypospolitej Polskiej.

## Alpinizm
Grzegorz Gawlik wspinał się w górach całego świata i zdobył kilkaset szczytów[14] o nie wulkanicznym charakterze. Na przykład Pik Lenina 7134 m (Avicenny) i Razdelnaya Peak 6145 m w Pamirze (Kirgistan/Tadżykistan), Aconcaguę 6962 m (Argentyna) i  Huayna Potosi 6088  m (Boliwia) w Andach, Island Peak 6189 m (Imja Tse) w Himalajach Nepalu. Z ciekawszych niższych szczytów można wymienić: Dżabal Tubkal 4167 m w Atlasie Wysokim (Maroko), Kinabalu 4095 m na Borneo (Malezja), Munku-Sardyk 3491 m w Sajanach Wschodnich (Rosja/Mongolia), Galdhøpiggen 2469 m w Górach Skandynawskich (Norwegia), Narodnaja 1894 m w Uralu Subpolarnym (Rosja), Ben Nevis 1344 m w Grampianach (Wielka Brytania). Poza tym wędrował m.in. po górach: Tienszan (Kirgistan/Kazachstan), Ałtaj Gobijski (Mongolia), Ural Polarny (Rosja) i Alpach(Austria/Szwajcaria)[15].

## Podróżeifotografia
Grzegorz Gawlik odbył kilkaset podróży. Podczas nich eksplorował liczne lodowce i tereny polarne. Odwiedził kilkaset najbardziej cennych zabytków dla dziedzictwa światowego na całym świecie. Podróżował po największych pustyniach i płaskowyżach, lasach tropikalnych, jeziorach, rzekach, dziesiątkach mórz. Odwiedził kilkaset wysp, jaskiń i największe miasta świata. Przemieszczał się najsłynniejszymi drogami i liniami kolejowymi.
Z wypraw przywiózł kilkaset tysięcy zdjęć i materiałów filmowych. Był członkiem Klubu Wysokogórskiego w Katowicach[16] i Polskiego Towarzystwa Turystyczno-Krajoznawczego (PTTK).

## Dziennikarz
Grzegorz Gawlik specjalizował się w artykułach podróżniczych, turystycznych i publicystycznych. Prowadził portal podróżniczy, był blogerem i youtuberem. Współpracował z licznymi mediami ogólnopolskimi, internetowymi oraz lokalnymi.
Brał udział w programach telewizyjnych i radiowych w charakterze podróżnika oraz eksperta (m.in. TVN24, TVN24 BiŚ, Polsat News, TVP Info, TVN, TVP1, TVP2, w stacjach Polskiego Radia, TOK.FM).
Publikował lub był bohaterem publikacji: w magazynach typu „premium” (np. Twój Styl MAN, Wyprawy 4x4), w czołowych polskich magazynach turystycznych i podróżniczych (np. Poznaj Świat, Magazyn Turystyki Górskiej „N.P.M.”) i portalach internetowych (np. Redbull.com, Onet.pl, National-geographic.pl).
W roku 2013 wydał powieść sensacyjno-przygodową „Kamień Zagłady” (ISBN 978-83-7856-161-3). Współautor w kilku publikacjach zbiorowych.
Był jednym z laureatów konkursu „Dziennikarz Obywatelski 2012”, zorganizowanego przez portal „Interia360”. W tym samym konkursie w głosowaniu sms-owym został zwycięzcą w kategorii „Najlepszy Tekst Redakcyjny 2012 – Nagroda Czytelników”.